# Power user
A power user (egyes magyar forrásokban kiemelt felhasználó vagy képzett felhasználó) olyan számítógép-felhasználó, aki a hardverek, operációs rendszerek, programok vagy weboldalak olyan fejlett funkcióit is használja, amelyeket egy átlagos felhasználó nem. A power usernek nincs feltétlenül széleskörű szaktudása az általa használt rendszerekről, és esetleg programozásról vagy rendszer-adminisztrációról sincsenek ismeretei, inkább az alkalmazások és rendszerek legkimerítőbb használatára való törekvés és képesség jellemzi. Vállalatiszoftver-rendszereknél a „power user” egy hivatalos szerepkör is lehet, egy olyan személyé, aki nem programozó, hanem egy üzletiszoftver-specialista. Ezek a munkavállalók gyakran eredeti munkakörükben maradnak, és emellett látnak el tesztelési, oktatási, első szintű vállalatiszoftver-támogatási feladatokat. Helytelenül egy-egy felhasználó nem teljes körű tudással is power usernek tekintheti magát.
Néhány alkalmazásról gyakran az a vélemény, hogy kifejezetten képzett felhasználóknak való, és akár azoknak is lett tervezve, mivel olyan bonyolult funkciókat és elemeket tartalmaz, amelyeket más hasonló alkalmazások nem. Példa ezekre a VLC media player, egy multimédia keretrendszer/lejátszó/kiszolgáló, összetett, számos beállítást tartalmazó és széles körűen testreszabható felülettel (sőt felületekkel, az egyszerű stílusbeállításokon túl) és sok olyan beépített tulajdonsággal, amelyek nem tűnnek hasznosnak vagy érthetőnek a felhasználónak más médialejátszókkal összehasonlítva, mint a Windows Media Player vagy az iTunes; vagy a Linux-alapú operációs rendszerek használata, mivel a Linux általában több hozzáértést igényel, ha valami nem működik vagy leáll.

## Felülettervezési problémák
A szoftvertesztelés felhasználói fázisa gyakran a tapasztalatlan vagy átlagos felhasználókat célozza. A képzett felhasználó, aki kevesebb segítséggel és útmutatással is elboldogul, más felületi elemeket igényel. Tipikus példa a billentyűkombinációk, mint a Ctrl+F vagy az Alt+Enter. A power user az alkalmi vagy rendszertelen felhasználókkal ellentétben akár teljes munkaidőben használ egy programot, és jellemzően a lehető legkevesebb művelettel vagy a lehető leggyorsabban akar dolgozni. Emellett precízen akar megoldani egy feladatot, miközben az alkalmi felhasználók örülnek, ha egyáltalán sikerrel járnak.

## Hivatalos szerepkörök

### SAP és Oracle
Az SAP és az Oracle ismert vállalatirányítási rendszerek, amelyek komplex képzést igényelnek a szakmai tanúsítvány megszerzéséhez. Emiatt és hogy a rendszerek iránti elköteleződést ösztönözzék, sok cég egy Super User Modelt hozott létre (más néven Power User vagy Champion), hogy kiválasszanak átlagos felhasználókat, és a rendszeren belül vezető szintre emeljék őket. Mindez három célt szolgál:
1. A rendszer elkötelezettebb használatát, mivel van egy valós személy, aki a rendszert támogatja, és megkönnyíti a technológia elfogadását.
2. Jelentős idő- és költségmegtakarítást, mivel a cégeknek így nem kell új vagy ideiglenes erőforrásokat keresni vagy alkalmazni a dokumentáláshoz, oktatáshoz és támogatáshoz.
3. Az SAP-befektetés megtérülése vagy alátámasztása könnyebben elérhető a felhasználók közvetlen bevonásával, ezáltal használva a rendszert, amelybe befektetettek, ami összességében haszon a vállalatnak.

Az SAP-s Super User Modellel széleskörű kutatásokat végeztek, különös tekintettel arra, hogy ki milyen szerepet tölt be az oktatásban és a végfelhasználók támogatásában. Jelenleg[mikor?] az SAP-t használó cégek 70%-a alkalmazza a modellt.

### Windows-adminisztráció
A Microsoft Windows 2000-ben, Windows XP Professionalben és Windows Server 2003-ban elérhető egy „Power Users” csoport, amely több hozzáférést engedélyez, mint egy korlátozott felhasználó, de kevesebbet, mint a Rendszergazdák csoport. Amennyiben egy felhasználó tagja a Power Users csoportnak, egy átlagos felhasználónál nagyobb az esélye arra, hogy a rendszert rosszindulatú szoftver-támadásnak tegye ki, és szándékosan ilyen szoftvert telepítve a felhasználói fiókját a Rendszergazdák csoportba léptesse elő. Ezért a csoportba csak becsületes és józanul gondolkodó felhasználók kerülhetnek; megbízhatatlan felhasználók számára tilalmas. A Power Users csoportot kivették a Windows Vistából az User Account Control bevezetésével, hogy a jogosultságszint-emelő funkciókat összhangba hozzák.

## Fordítás
- Ez a szócikk részben vagy egészben a Power user című angol Wikipédia-szócikk ezen változatának fordításán alapul.  Az eredeti cikk szerkesztőit annak laptörténete sorolja fel. Ez a jelzés csupán a megfogalmazás eredetét és a szerzői jogokat jelzi, nem szolgál a cikkben szereplő információk forrásmegjelöléseként.

## Kapcsolódó szócikk
- Lúzer